# Синельщиков, Георгий Викторович
Георгий Викторович Синельщиков (26 октября 1916, Нижний Новгород — 27 июля 1986, Москва) — военно-морской деятель, военный врач, генерал-майор медицинской службы (1960).

## Биография
Родился в русской семье. В РККА с 1935, в РККФ с 1947, член ВКП(б) с 1940. Учился в ВМА имени С. М. Кирова с июля 1935 до июля 1940, также окончил курсы усовершенствования медицинских служащих Крайсной армии в УрВО (декабрь 1941 — январь 1942), командно-медицинский и лечебно-профилактатический факультет ВММА (август 1953 — июль 1955).
Участник Зимней войны, боевых действий при освобождении Бессарабии, Великой Отечественной войны. Командир санитарной роты 612-го стрелкового полка 144-й стрелковой дивизии с июля 1940 до апреля 1941. Врач военно-топографического отряда Прибалтийского военного округа с апреля по июнь 1941, Северо-Западного фронта с июля по сентябрь 1941. Командир приёмно-сортировочного взвода того же фронта с сентября по декабрь 1941. Затем дивизионный врач 200-й стрелковой дивизии с января 1942 по август 1943, корпусной врач 90-го стрелкового корпуса Северо-Западного фронта с августа 1943 по июнь 1945, Прибалтийского фронта с июня 1945 по март 1946, 105-го стрелкового корпуса 65-й армии с марта 1946 по апрель 1947) ПрибВО. Начальник санитарного отделения с апреля 1947 по январь 1948, МСО с января 1948 по март 1951 военно-морской базы Свинемюнде, медицинский служащий управления БО флота с марта по август 1951, МСО медицинской службы Лиепайской ВМБ с августа 1951 по август 1953 4-го ВМФ. Заместитель начальника с июля 1955 по май 1958, начальник с мая 1958 по май 1963 медицинской службы Тихоокеанского флота. Начальник 1-го отдела и помощник начальника ЦВМУ МО с мая 1963 по январь 1974.
Осуществлял руководство медицинским обеспечением атомного подводного флота Северного флота на начальном этапе развития. С января 1974 в запасе по болезни.

### Звания
- военврач 2-го ранга;
- подполковник медицинской службы;
- полковник медицинской службы;
- генерал-майор медицинской службы (7 мая 1960).

### Награды
- орден Красного Знамени (1955)[2];
- два ордена Отечественной войны I степени (1945, 1985[3]);
- орден Отечественной войны II степени (1944)[4];
- два ордена Красной Звезды (1943, 1950[2]);
- медали.